# Юний Кварт Паладий
Флавий Юний Кварт Паладий (на латински: Flavius Iunius Quartus Palladius) е политик на Западната Римска империя през 5 век.
През 408 г. той е трибун и е в Рим по времето на превземането на града от Аларих I. През 416 г. Паладий е консул на Запад с колега Теодосий II, императорът на Източната Римска империя. Същата година той става до 421 г. преториански префект на Италия, Илирия и Африка.